# انسون اینوئه
انسون اینوئه (انگلیسی: Enson Inoue؛ زادهٔ ۱۵ آوریل ۱۹۶۷) ورزشکار هنرهای رزمی ترکیبی و کشتی‌گیر کشتی حرفه‌ای اهل ایالات متحده آمریکا است.